# Villalba de Guardo
Villalba de Guardo é um município da Espanha na província de Palência, comunidade autónoma de Castela e Leão, de área 34,09 km² com população de 228 habitantes (2004) e densidade populacional de 6,69 hab/km².

## Demografia
| Variação demográfica do município entre 1991 e 2004 | Variação demográfica do município entre 1991 e 2004 | Variação demográfica do município entre 1991 e 2004 | Variação demográfica do município entre 1991 e 2004 |
| --------------------------------------------------- | --------------------------------------------------- | --------------------------------------------------- | --------------------------------------------------- |
| 1991                                                | 1996                                                | 2001                                                | 2004                                                |
| 229                                                 | 238                                                 | 231                                                 | 228                                                 |